# Pompeius Rufus le jeune
Quintus Pompeius Rufus le Jeune (-108?-88) est un homme politique de la République romaine du Ier siècle av. J.-C., tué lors des troubles de 88 av. J-C..

## Famille
Quintus Pompeius Rufus le Jeune, né vers -108, est le fils de Quintus Pompeius Rufus (-131?-88), consul en -88 avec Sylla. 
En -91 il épouse  Cornelia Sylla (-109?-78?), fille de Sylla, chef des optimates, dont il a deux enfants : en -90, une fille, Pompeia, puis un fils, Quintus Pompeius Rufus III. Pompéia sera en -68 l'épouse en secondes ou troisièmes noces de Jules César.

## Biographie
En -88, les partisans de Marius et ceux des consuls  Sylla et Pompeius Rufus s'affrontent en plein forum. Le jeune Rufus est égorgé par les partisans de Publius Sulpicius Rufus qui soutiennent la prétention de Marius à mener la guerre contre Mithridate VI, mission que le Sénat a confiée à Sylla,.